# Goulier
Goulier (okzitanisch: Gòlier) ist eine Ortschaft und eine ehemalige französische Gemeinde mit 41 (Stand: 1. Januar 2022) im Département Ariège in der Region Okzitanien (vor 2016: Midi-Pyrénées). Sie gehörte zum Arrondissement Foix und zum Kanton Sabarthès. Die Bewohner nennen sich Goulierens.
Mit Wirkung vom 1. Januar 2019 wurden die ehemaligen Gemeinden Vicdessos, Sem, Goulier und Suc-et-Sentenac zur Commune nouvelle Val-de-Sos zusammengeschlossen und haben in der neuen Gemeinde der Status einer Commune déléguée. Der Verwaltungssitz befindet sich im Ort Vicdessos.

## Geografie
Goulier liegt etwa 24 Kilometer südsüdwestlich von Foix im Regionalen Naturpark Pyrénées Ariégeoises. Umgeben wird Goulier von den benachbarten Ortschaften Vicdessos im Norden, Sem im Osten und Nordosten, Lercoul im Osten und Südosten sowie Auzat im Süden und Westen.
Im Süden befindet sich das Skigebiet Goulier neige.

## Bevölkerungsentwicklung
| Jahr                      | 1962 | 1968 | 1975 | 1982 | 1990 | 1999 | 2006 | 2013 |
| Einwohner                 | 89   | 36   | 47   | 61   | 44   | 38   | 49   | 40   |
| Quelle: Cassini und INSEE |      |      |      |      |      |      |      |      |

## Sehenswürdigkeiten
- Kirche Saint-Michel
- Mühle aus dem 18. Jahrhundert